# Saint-Roman
 Saint-Roman  là một xã thuộc tỉnh Drôme trong vùng Auvergne-Rhône-Alpes ở đông nam nước Pháp. Xã Saint-Roman nằm ở khu vực có độ cao 515 mét trên mực nước biển.